# Сан Романо (Пиза)
Сан Романо је насеље у Италији у округу Пиза, региону Тоскана.
Према процени из 2011. у насељу је живело 1215 становника. Насеље се налази на надморској висини од 46 м.